# JAST USA
JAST USA is een uitgever van Engelstalige versies van Japanse computerspellen, zoals bishōjo-games, datingsimulaties, visuele romans en computerrollenspellen (RPG's).

## Geschiedenis
Oorspronkelijk was JAST USA onderdeel van het Japanse bedrijf JAST. Na de sluiting van JAST, richtte JAST USA het dochterbedrijf Peach Princess op. Onder dat merk publiceerde het bedrijf voornamelijk spellen van Crowd en Will.
In 2005 nam JAST USA G-Collections van CD Bros over en in 2006 fuseerden alle dochterbedrijven tot JAST USA. In 2011 richtte men JAST Densetsu op. Het was een poging tot het onderscheiden tussen visuele romans en datingsimulaties.
In 2015 werden alle merken weer samengevoegd tot JAST USA, om de merkherkenning te verbeteren. In 2018 kondigde men een nieuw label, JAST BLUE, aan tijdens Anime EXPO 2018 waarmee ze yaoi-spellen gingen publiceren.

## Werken
- Three Sisters' Story
- Season of the Sakura
- Nocturnal Illusion
- Runaway City
- Hentai Anime Poker
- Fairy Nights
- Legend of Fairies
- X-Change
- Snow Drop
- Water Closet: The Forbidden Chamber
- Tokimeki Check-in!
- Critical Point
- DOR
- Kana Little Sister
- Chain ~ The Lost Footprints
- Transfer Student
- Private Nurse
- Target: Pheromone
- Sensei 2
- Tsuki: Possession
- Do You Like Horny Bunnies?
- Come See Me Tonight
- X-Change 2
- I'm Gonna Nurse You
- I'm Gonna Nurse You 2: Is The Sorority House Burning?
- Secret Wives' Club
- Crescendo
- Brave Soul
- I'm Gonna Serve You 4
- Virgin Roster
- Heart de Roommate
- Do You Like Horny Bunnies? 2
- Jewel Knights: Crusaders
- Gibo: Stepmother's Sin
- Slave Pageant
- Come See Me Tonight 2
- Let's Meow Meow!
- Idols Galore!
- Hitomi: My Stepsister
- Pick Me, Honey!
- Little My Maid
- The Sagara Family
- Figures of Happiness
- Doushin: Same Heart
- Enzai - Falsely Accused
- X Change 3
- Yin-Yang! X-Change Alternative
- Yume Miru Kusuri: A Drug That Makes You Dream
- Pretty Soldier Wars A.D. 2048.
- Bazooka Cafe
- Snow Sakura
- Lightning Warrior Raidy
- Princess Waltz
- Cosplay Fetish Academy
- Family Project ~Kazoku Keikaku~
- Moero Downhill Night
- Lightning Warrior Raidy II: ~Temple Of Desire~
- Moero Downhill Night 2
- Deus Machina Demonbane
- Yukkuri Panic: Escalation
- My Girlfriend is the President
- School Days HQ
- Moero Downhill Night BLAZE
- The Song of Saya ~ Saya no Uta
- Yumina the Ethereal
- Steins;Gate
- My Girlfriend is the President Fandisc
- Girlish Grimoire Littlewitch Romanesque: Editio Perfecta
- Hanachirasu
- Starless
- Lightning Warrior Raidy III
- Shiny Days
- Seinarukana
- Sonicomi: Communication With Sonico
- FLOWERS - Le volume sur Printemps -
- Majikoi! Love Me, Seriously!
- Eiyu*Senki - The World Conquest
- Princess X: My Fiancee is a Monster Girl?!
- Trample on Schatten!!
- FLOWERS - Le volume sur été -
- sweet pool
- Venus Blood -Frontier-
- Togainu no Chi ~Lost Blood~
- Shoujo Dominance - My Precious Reina -
- FLOWERS - Le volume sur Automne -
- SaDistic BlooD
- DRAMAtical Murder
- Closed GAME
- Full Metal Daemon: Muramasa
- DeadΩAegis
- FLOWERS - Le volume sur Hiver -
- Gore Screaming Show
- Slow Damage
- Paradise
- Masquerade: Hell Academy
- Outlaw Django
- Sumaga